# Distrito de Grodzisk Wielkopolski
Grodzisk Wielkopolski (polaco: powiat grodziski) es un distrito (powiat) del voivodato de Gran Polonia (Polonia). Fue constituido el 1 de enero de 1999 como resultado de la reforma del gobierno local de Polonia aprobada el año anterior. Limita con otros cuatro distritos de Gran Polonia: al norte con Nowy Tomyśl, al nordeste con Poznań, al sudeste con Kościan y al suroeste con Wolsztyn; y está dividido en cinco municipios (gmina): tres urbano-rurales (Grodzisk Wielkopolski, Rakoniewice y Wielichowo) y dos rurales (Granowo y Kamieniec). En 2011, según la Oficina Central de Estadística polaca, el distrito tenía una superficie de 641,87 km² y una población de 50 109 habitantes.